# Michael Madsen (fodboldspiller, født 07.05.1972)
 Der er flere personer med dette navn, se Michael Madsen.
Michael Madsen (født 7. maj 1972) er en dansk forhenværende professionel fodboldspiller, hvis primære position på banen var i forsvaret. Defensivspilleren er i en årrække (1990'erne og 2000'erne) blevet noteret for en lang række turnerings- samt pokalkampe som amatør og under kontrakt på Svendborg fBs førstehold, når den svendborgensiske klubs bedste mandskab har befundet sig i divisionerne (1. division og 2. division) og de lokale serier. Efter afslutningen på 2001/02-sæsonen, hvor en dårlig økonomi tvang klubben til at opgive kontraktfodbold, besluttede Madsen at holde en pause væk fra fodbolden.